# Avio (azienda)
Avio è un'azienda aerospaziale italiana che opera nel settore dei lanciatori e della propulsione applicata a sistemi di lancio, missili e satelliti. 
Nata come azienda aeronautica, fino al 1989 era denominata Fiat Aviazione.
L'azienda è nota in particolare per il proprio coinvolgimento nell'ambito del programma spaziale Vega, il razzo dell'ESA (European Space Agency) per carichi leggeri di cui è prime contractor e del programma Ariane, il più grande lanciatore satellitare europeo, per il quale ricopre il ruolo di fornitore. 
Dal 10 aprile 2017 Avio è una società quotata alla Borsa Italiana in seguito all'aggregazione con Space 2, una SPAC (special purpose acquisition company) fondata da Gianni Mion, Sergio Erede, Carlo Pagliani ed Edoardo Subert, dove è presente negli indici FTSE Italia STAR e FTSE Italia Mid Cap. Oggi gli azionisti principali sono Leonardo con il 29,65% del capitale sociale, la società promotrice della SPAC, Space Holding Srl con il 4,84% e il management della società con il 4,07%. Il resto è scambiato sul mercato.

## Storia

### I primi anni del 1900

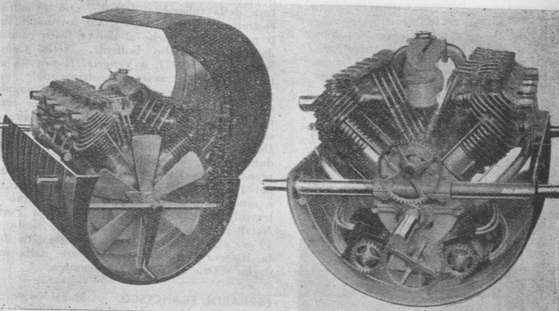
Fiat SA 8/75

Dall'inizio del ventesimo secolo l'azienda FIAT iniziò ad estendere le proprie attività dall'industria automobilistica a quella aeronautica e navale. L'aeronautica era ancora a livello pionieristico ma, analogamente ad altre aziende meccaniche mondiali, aveva una potenzialità di sviluppo interessante in campo civile. Le commissioni di nuovi velivoli erano in continuo aumento aprendo nuove possibilità economiche per l'azienda, pertanto si ritenne necessario progettare motori appositamente studiati per le specifiche esigenze legate al volo e all'ottimizzazione e mantenimento delle prestazioni al variare della quota operativa. Il primo motore aeronautico, il Fiat SA 8/75, derivato dalle auto da competizione, venne avviato alla produzione di serie nel 1908. Esso era un 8 cilindri a V raffreddato ad aria di 3,2 L che erogava 50 CV (37 kW). Nel frattempo si cominciò ad ipotizzare e sperimentare un'utilizzazione in campo militare dell'aviazione. Fu in questo periodo che venne avviata la prima produzione di motori in grande serie realizzando il Fiat A.10: tra il 1914 e il 1915 ne vennero realizzati 1.070 esemplari. Il definitivo utilizzo bellico dell'aviazione venne messo alla prova dallo scoppio della prima guerra mondiale che portò ad un enorme incremento delle richieste di velivoli e motorizzazioni. Per poter rispondere adeguatamente alle nuove esigenze di mercato la FIAT fonda nel 1916 una nuova consociata la quale assume la ragione sociale Società Italiana Aviazione dedicata alla produzione, oltre che di motori, di velivoli completi, ridesignata nel 1918 Fiat Aviazione.
A Torino, oltre ai motori aeronautici, la Fiat diversificò la produzione, sempre lungo la filiera del motore a scoppio, con la costituzione nel 1909 della Fiat San Giorgio per motori marini diesel, area da cui sarebbe derivata l'attività nel campo dei motori industriali per la produzione di energia. A Colleferro (RM) la Bombrini-Parodi-Delfino BPD, costituita a Genova nel 1912, avviò la fabbricazione di esplosivi e prodotti chimici, da cui avrebbe avuto origine il settore spaziale.
In campo aeronautico, le radici si ramificano a Brindisi, con la SACA, e via via con numerose realtà, quali la CMASA di Marina di Pisa, fondata nel 1921 dal progettista tedesco Claude Dornier in collaborazione con Rinaldo Piaggio ed Attilio Odero.

### Dai grandi motori alle turbine
Nella storia di Avio è importante ricordare la presenza nella realizzazione di motori per la produzione di energia elettrica, derivati dall'esperienza nel settore dei grandi motori per navi.
Lo studio dei motori marini fu avviato in Fiat sin dal 1903.
A partire dal 1926, su impulso dell'ingegner Giovanni Chiesa, si avviò la fabbricazione di motori con cilindri dal diametro di 750 mm, il massimo consentito dalle tecnologie dell'epoca, che accrescevano la potenza dei motori fino ai 4500 hp. Nel 1971 iniziò la produzione di grandi motori diesel a Trieste, in un nuovo stabilimento avviato da un accordo di collaborazione con l'IRI.
Dai motori marini destinati a navi e sommergibili, la strategia di diversificazione aveva portato, sin dagli anni trenta, all'ingresso nel campo dei motori diesel ferroviari, mentre i primi motori per la produzione di energia ad usi industriali erano già stati sperimentati nel primo dopoguerra. In questo comparto, la novità più rilevante venne però con nuovi percorsi tecnologici: la realizzazione di turbine a gas, avviata con un accordo di collaborazione con la statunitense Westinghouse Electric stipulato nel 1954. L'esperienza progressivamente acquisita in questo campo, unita alla maggiore disponibilità di metano, consentì di realizzare decine di impianti di generazione elettrica in Italia e all'estero.
L'affermarsi di questa nuova tecnologia provocò la decisione di uscire dal comparto dei grandi motori diesel per concentrarsi sulle turbine a gas. Nel 1973 la Fiat costituì così la Turbomeccanica Turbogas - TTG, nella quale furono concentrate tutte le attività del settore energia della casa torinese. La produzione avveniva in quelli che erano gli stabilimenti Grandi Motori Fiat. Nel 1986 Fiat Aviazione incorporò la TTG e ne sviluppò le attività fino al 2001, anno in cui la cedette alla Siemens, spostando l'attività navale e industriale sullo sviluppo dei motori aero-derivati.

### Dagli esplosivi ai propellenti
L'iniziativa imprenditoriale dell'ingegner Leopoldo Parodi Delfino, sostenuta dal Senatore Giovanni Bombrini e dalla volontà dello Stato di dotare il paese di un'autonoma capacità produttiva in campo chimico, portò alla nascita degli stabilimenti B.P.D. presso Segni Scalo attuale frazione di Colleferro.
Fu intorno allo stabilimento, situato in una povera plaga dell'agro romano, che nacque appunto la città di Colleferro, elevata a Comune per Regio decreto nel 1935. La città era cresciuta di pari passo con le attività produttive della BPD, che dagli esplosivi si erano progressivamente estese a molteplici prodotti chimici derivati per usi agricoli e industriali. Gli stabilimenti si erano ampliati attirando manodopera, per la quale l'azienda provvedeva con un vasto complesso di opere sociali.
Grazie all'attenzione della dirigenza ai vantaggi della ricerca e della diversificazione produttiva, nel 1927 il Centro Prove BPD arrivò a sperimentare i primi razzi a polvere chimica.
Nel secondo dopoguerra, sotto l'impulso del genero e successore del fondatore, Francesco Serra di Cassano, fu potenziata la produzione meccanica già avviata negli anni trenta per le attività di munizionamento, mentre il Centro Prove intensificò la sperimentazione dei propellenti, a partire dai lanci di razzi sonda a più stadi per ricerche in alta atmosfera, realizzati nei primi anni sessanta nel poligono di Salto di Quirra in Sardegna.
Nel 1966 i successi nei nuovi propellenti valsero alla BPD il contratto con la European Launcher Development Organisation (ELDO) per lo sviluppo e la produzione del motore d'apogeo del satellite per telecomunicazioni ELDO-PAS. Questa prima esperienza, ampiamente positiva, si tradusse in un rapido sviluppo dell'attività nel campo dei motori a propellente solido.
Nel 1968, BPD fu acquisita da SNIA Viscosa, trasformata in SNIA-BPD. Sotto questa configurazione societaria il ramo BPD di SNIA ottenne dall'ESA dapprima, nel 1975, l'incarico dello sviluppo e produzione dei motori di separazione del lanciatore europeo Ariane, in seguito, nel 1984, il contratto per la realizzazione dei booster a propellente solido per il vettore pesante Ariane 5. Questi vengono preparati a Colleferro oramai da 30 anni e assemblati presso il Centro Spaziale della Guyana francese, dove operano le società controllate Europropulsion e Regulus, costituite nel 1988.
Nel 1990 il ramo BPD di SNIA passò alla Gilardini per poi essere acquisito nel 1994 da Fiat Aviazione che nel frattempo (dal 1989) era diventata FiatAvio S.p.A.

### Fiat Aviazione
Dopo le prime progettazioni pionieristiche di motori per aereo dell'inizio del XX secolo, sostenute da Giovanni Agnelli e dal direttore tecnico della Fiat Guido Fornaca contro il parere di consiglieri troppo prudenti nei confronti delle nuove tecnologie e aree di attività, la produzione aeronautica fu avviata su basi industriali durante la Grande Guerra, quando nel 1916, per rispondere alle commesse militari, fu costituita la Società Italiana Aviazione, trasformata nel 1918 nella Sezione Aviazione della Fiat. Il primo motore aeronautico prodotto in serie in oltre 1.000 esemplari, l'A.10, fu montato tra il 1914 e il 1915 su molti velivoli tra i quali i Farman MF 11, in seguito prodotti su licenza, e i trimotori Caproni da bombardamento Ca.32 e Ca.33.
Al termine del conflitto, le risorse tecniche e produttive accumulate durante la guerra furono indirizzate al nascente settore dei velivoli commerciali. La produzione di aerei completi, già avviata con la serie SP, fu intensificata nel dopoguerra sotto la guida del progettista Celestino Rosatelli, che iniziò la sua collaborazione con Fiat nel 1918. In una quindicina d'anni Rosatelli firmò i numerosi caccia e bombardieri serie C.R. e B.R., mentre grazie al buon livello tecnico e all'affidabilità raggiunti dai motori, gli aerei Fiat riuscirono ad ottenere una serie di primati mondiali. Nel campo motoristico, un primo primato di potenza massima espressa, con l'A.14 da 700 hp prodotto tra il 1917 e il 1919, e che permise, nel 1921, all'R.700 che lo equipaggiava di raggiungere, ai comandi del pilota collaudatore aziendale Francesco Brach Papa, i 300 km/h, seguito poi da quello di velocità e tenuta con il motore Fiat AS.2 che, montato sull'idrocorsa Macchi M.20, stabilì il primato di velocità per idrovolanti e vinse la prestigiosa Coppa Schneider in America nel 1926, di nuovo di velocità con il nuovo record conquistato da Francesco Agello nel 1934 su un velivolo dotato del motore Fiat AS.6 da 3100 hp.
Nel 1926, con l'acquisizione dello stabilimento Ansaldo di Corso Francia, la Sezione Aviazione FIAT confluì nella "Società Aeronautica d'Italia". Nel 1929 ne divenne direttore Umberto Savoja. Nel 1931 Valletta assunse un giovane progettista, Giuseppe Gabrielli, per dirigere l'Ufficio tecnico di Fiat Aviazione. A questi aggiunse il giovane progettista Giacomo Mosso. Nel 1934 l'acquisizione della CMASA segnò l'ingresso di Fiat nella produzione di idrovolanti. Gran parte dei traguardi del trentennio successivo furono legati alla genialità di Gabrielli, che iniziò presto a emergere a partire dal G.2, un aereo commerciale a sei posti oltre il pilota, destinato a essere impiegato dalla compagnia aerea Avio Linee Italiane (a maggioranza Fiat), che poteva vantare novità originali coperte da ben sei brevetti.
Mentre proseguivano gli investimenti nel settore del trasporto passeggeri e merci, con l'apertura sulle rotte europee di linee civili che utilizzavano monoplani bimotori G.18 ed APR 2, nel 1937, proprio negli stabilimenti CMASA di Marina di Pisa, fu prodotto il Fiat G.50, il primo caccia monoplano in dotazione alla Regia Aeronautica, l'aeronautica militare italiana.
Nel 1949, superate le incertezze e le difficoltà create dalla seconda guerra mondiale, le attività aeronautiche di Fiat furono riorganizzate nella Sezione Aviazione. I ritardi nelle tipologie produttive accumulati negli anni dell'autarchia furono presto superati grazie alle competenze tecniche coagulate intorno alla figura di Gabrielli e al nuovo clima di collaborazione atlantica e intereuropea. Già nel 1951 Gabrielli progettò il Fiat G.80, il primo aviogetto italiano dotato di un motore a turbogetto de Havilland Goblin.
Nei primi anni cinquanta Fiat Aviazione poté avviare la ripresa produttiva con le commesse americane, e in particolare fu sola in Europa a ottenere dalla NATO la licenza per la costruzione del North American F-86K Sabre. L'azienda strinse accordi per la produzione di componenti di motori a getto con General Electric e Pratt & Whitney. L'esperienza acquisita grazie a queste lavorazioni consentì di partecipare, nel 1954 alla gara internazionale bandita dalla NATO per un caccia leggero tattico: il progetto italiano, battezzato G 91, ottenne l'anno successivo l'ordinativo di tre prototipi, al pari dei concorrenti inglesi e francesi, sui quali risultò poi vincitore con la decisione definitiva presa nel 1958: il G 91 fu dichiarato caccia leggero standard della NATO sullo scacchiere europeo, diventando il più importante aereo italiano del dopoguerra, con oltre 700 esemplari prodotti, in gran parte esportati.
Nel 1961 Fiat Aviazione assunse il ruolo di capocommessa italiana per il velivolo NATO F 104 G, allacciando in questa circostanza rapporti di collaborazione con l'Alfa Romeo Avio di Pomigliano d'Arco, che faceva capo a Finmeccanica. Anche Alfa Romeo Avio, dalla metà degli anni cinquanta sotto la guida dell'ingegner Stefanutti, aveva intensificato i rapporti di collaborazione nella motoristica aeronautica con Rolls-Royce e General Electric. Nella seconda metà degli anni sessanta, in seguito a consistenti ordinativi di Douglas DC-9 da parte della compagnia di bandiera Alitalia, anch'essa controllata IRI, iniziò la collaborazione tra McDonnell Douglas e Aerfer, la società di costruzioni aeronautiche e ferroviarie impiantata da Finmeccanica nel 1950 su una parte del Centro Aeronautico di Pomigliano.
Nel 1969 Fiat e Finmeccanica diedero vita ad Aeritalia, cui Fiat consegnò le attività relative ai velivoli.

### I motori aeronautici
Nel 1972 Fiat, preferendo concentrarsi nel comparto dei motori aeronautici, cede la sezione velivoli e le sue officine ad Aeritalia. 
In seguito, attraverso svariate collaborazioni internazionali, Pomigliano si specializzò nella realizzazione dei componenti della “parte calda” dei motori a getto e nella revisione dei motori a uso civile. Le attività in Fiat si concentrarono invece sui motori aeronautici e sulle trasmissioni per elicotteri, riunite nel 1976 in Fiat Aviazione, con 3 700 dipendenti e centri di produzione a Torino e Brindisi.
Tale scelta era coerente con i mutamenti del panorama dell'industria aeronautica mondiale, caratterizzati dalla formazione di pochi grandi gruppi e dalla crescente specializzazione e internazionalizzazione: ne conseguiva una duplice necessità, da un lato di mettere in campo collaborazioni indispensabili per raccogliere le risorse finanziarie e le competenze tecnologiche richieste da produzioni sempre più sofisticate sia nel campo dei materiali che dell'elettronica e dei sistemi di sicurezza, dall'altro lato di individuare aree di specializzazione nelle quali poter giocare un ruolo di primo piano a livello mondiale. Un fattore strategico all'origine del successo di Fiat Aviazione fu in quegli anni il programma di perfezionamento del controllo qualità. 

### Fiat Avio
Cambiata la denominazione in Fiat Avio nel 1989, l'azienda torinese collaborò per la parte motoristica al Tornado e all'aereo a decollo verticale Harrier in campo militare, ai Boeing e agli Airbus in campo commerciale, per non ricordare, in entrambi i campi, che i casi di maggior rilievo.
Nel 1997 l'acquisizione da Finmeccanica della quota di controllo di Alfa Romeo Avio si inserì in un progetto strategico nazionale teso a ridurre l'eccessiva frammentazione delle imprese italiane e ad accrescerne la competitività attraverso più sistematiche sinergie.

### Avio
Nel 2003 il gruppo Fiat, alle prese con la crisi del settore automobilistico, vendette Fiat Avio S.p.A. a un consorzio formato per il 70% dal fondo americano The Carlyle Group e per il 30% da Finmeccanica S.p.A., che vinsero la concorrenza dei francesi di Snecma. Fiat Avio fu valutata all'epoca 1,5 miliardi di euro e cambiò ragione sociale in Avio S.p.A.
Nell'agosto 2006 il fondo inglese Cinven annunciò l'acquisizione di Avio S.p.A. da Carlyle per un valore complessivo di 2,57 miliardi di euro.
Avio S.p.A. era quindi detenuta dal socio unico BCV Investments S.C.A., una società di diritto lussemburghese che è partecipata principalmente da fondi riconducibili alla società inglese Cinven Limited (per l'85%) e da una società appartenente a Leonardo (per il 15%).

Vega VV02 sulla rampa di lancio pronto al decollo nel maggio 2013

#### La scissione nel 2012
A dicembre 2012 arrivò l'annuncio della firma di un accordo per l'acquisizione da parte di General Electric della divisione aeronautica di Avio S.p.A. L'acquisto viene concretizzato il 1º agosto 2013 per una cifra pari a 3,3 miliardi di euro che determinò la scissione tra la divisione spazio di Avio, che continuava a essere proprietà di Cinven e Leonardo, e la divisione aerea dell'azienda che prese il nome di Avio Aero e diventò così un business di GE Aviation, ora totalmente slegato dal gruppo Avio. 

### Il lanciatore Vega
Il programma principale a cui lavora Avio è il lanciatore europeo per carichi leggeri Vega. Il razzo è composto da quattro stadi, i primi tre dotati di motori a propellente solido e l'ultimo che sfrutta la propulsione liquida. È alto complessivamente 30 metri, con un diametro massimo di 3 metri. Il carico massimo trasportabile è di 1500 kg in orbita polare a una quota di circa 700 km. 
Il volo inaugurale del Vega è avvenuto nel febbraio 2012. In seguito al successo di questo primo lancio, il progetto ha assunto sempre maggiore importanza e il nuovo lanciatore ha effettuato 18 voli, mettendo in orbita diversi tipi di carichi, compresi numerosi micro-satelliti per diversi clienti privati, istituzionali e governativi. Con la missione VV04, il Vega ha messo su traiettoria sub-orbitale lo IXV (Intermediate eXperimental Vehicle), prototipo dello spazioplano riutilizzabile europeo Space Rider. 
Attualmente all'interno del programma spaziale Vega, Avio è prime contractor per la produzione dei lanciatori di nuova generazione:
- Vega C, il cui primo lancio il 13 luglio 2022 è fallito, con seguente successo nella missione dell'8 ottobre 2023[9];
- Vega E, per il quale sono iniziate le attività di studio preliminare e condotti i primi test di un prototipo del motore a ossigeno-metano liquido M10 a scala ridotta nel 2018[10] e di un prototipo full-scale nel 2020[11]. Il lancio di qualifica è programmato per il 2025[12].

#### Lanciatori Ariane 5 e Ariane 6
Il programma Ariane nasce agli inizi degli anni '70 con l'obiettivo di realizzare lanciatori spaziali ottimizzati per orbite di trasferimento geostazionarie sotto il patrocinio dell'ESA e di Ariane Group, che svolge in questo progetto il ruolo di prime contractor.
All'interno del programma, Avio è impegnata nello sviluppo e nella produzione di booster e motori di separazione degli stadi fin dagli anni '70 del XX secolo. Attualmente, per il programma Ariane 5, riveste il compito di subcontractor per lo sviluppo e la produzione della turbopompa ad ossigeno liquido (LOX) per il motore Vulcain 2 e il motore a propellente solido P230, ossia il booster utilizzato come primo stadio in configurazione doppia.
Per quanto riguarda il nuovo vettore europeo medio-pesante Ariane 6, Avio è responsabile del motore a propellente solido P120C (comune al primo stadio del Vega C), che farà da booster per il vettore (in configurazione doppia per la versione media Ariane 62 e in configurazione quadrupla per la versione pesante Ariane 64) e della turbopompa a ossigeno liquido (LOX) per il motore Vinci.

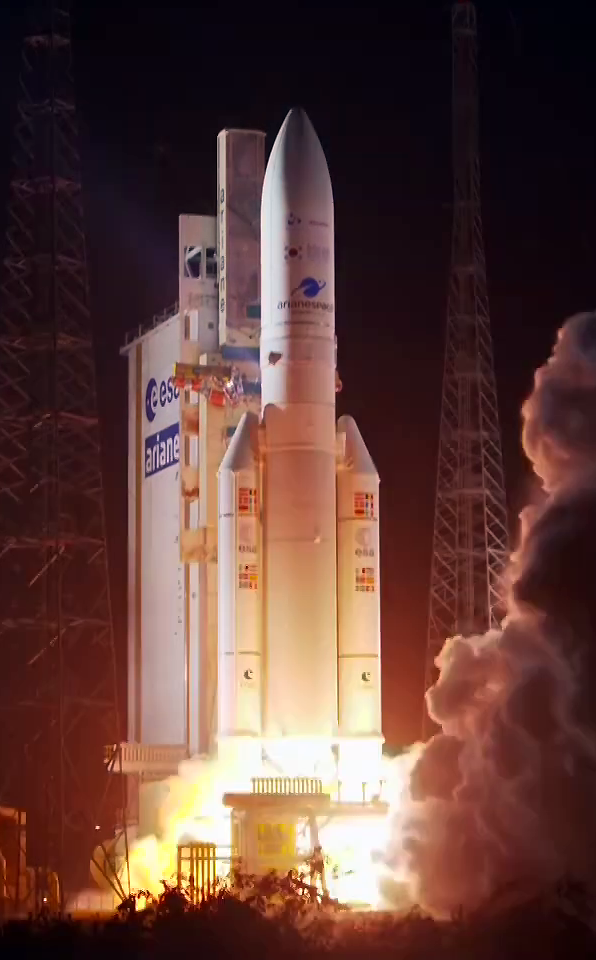
Decollo Ariane VA252

Il lancio di qualifica di Ariane 6 è previsto per la metà del 2022.

#### Sistemi propulsivi a propellente solido per missili tattici
Ad ottobre 2013 Avio ha stipulato un contratto con MBDA (Matra BAE Dynamics Alenia), il solo consorzio a livello europeo impegnato nella costruzione di missili e tecnologie per la difesa missilistica, per l'ideazione e la realizzazione del motore del razzo CAMM-ER (Common Anti-air Modular Missile Extended Range). Avio è inoltre responsabile del motore del missile antiaereo/antimissile Aster 30.

##### Altri sistemi spaziali
Space Rider
Il programma Space Rider prevede la costruzione di un modulo spaziale ri-utilizzabile lanciato dal vettore Vega C capace di orbitare per settimane intorno alla Terra e poi di rientrare sulla superficie terrestre atterrando su di una pista di atterraggio. Il programma, attualmente ancora nella fase di ricerca e sviluppo, ha come obiettivo il 2023 per la prima missione. Il programma Space Rider ha origine alla Conferenza Ministeriale ESA del 2014 e vede Avio nel ruolo di Co-Prime Contractor insieme a Thales Alenia Space.
Missione HERA
Avio parteciperà alla missione HERA dell'ESA, che prevede lo studio di un asteroide con la finalità ultima di sviluppare un sistema di difesa spaziale da eventuali futuri impatti di asteroidi sulla superficie terrestre.

Profilo missione Space Rider

#### Quotazione in Borsa
Il 1 aprile 2017 Avio ha effettuato ufficialmente la fusione con Space2 ed ha ottenuto il nulla osta della Consob necessario per l'ammissione alla Borsa di Milano. In particolare l'incorporazione di Avio in Space2 si è concretizzata con l'acquisizione dell'85,68% del capitale sociale di Avio da parte di Space2, Leonardo S.p.A. e In Orbit s.r.l. La società ha assunto in seguito la denominazione di Avio S.p.A.
Il 10 aprile 2017 è avvenuta la quotazione in Borsa. In seguito all'operazione Leonardo Finmeccanica ha aumentato la propria quota azionaria (dal 14% al 28% circa); inoltre, più di 40 manager sono entrati a parte dell'azionariato con una quota di circa il 4% attraverso il veicolo societario In Orbit s.r.l.

#### SPTF di Perdasdefogu
Verso l'inizio del 2020 l'azienda ha annunciato l'avvio della realizzazione dello Space Propulsion Test Facility di Perdasdefogu, un poligono di tiro con banco di prova in cui verranno testati i futuri motori a propellente liquido.

## Le società partecipate
Tra le altre, Avio detiene il controllo o delle partecipazioni nelle seguenti società:
- 70% di SpaceLab, Joint Venture con l'Agenzia Spaziale Italiana (ASI) per lo sviluppo di nuovi sistemi propulsivi;
- 60% di Regulus, società di diritto francese che si occupa del caricamento dei motori a propulsione solida alla base spaziale in Guyana francese;
- 50% di Europropulsion, Joint Venture con ArianeGroup, che si occupa dell'integrazione dei lanciatori europei in Guyana francese;
- 3% di azioni della società francese Arianespace, launch service provider europeo, incaricato della vendita e della gestione dei lanciatori europei Vega e Ariane.

## Produzione e attività
Attualmente l'azienda opera in Italia e all'estero nella sede principale di Colleferro (Roma), possiede altre sedi in Campania (Airola in provincia di Benevento), Piemonte (Rivalta in provincia di Torino) e in Francia (metropolitana e Guyana Francese) per un totale di circa 1 000 dipendenti.
I settori di attività sono:
- progettazione, sviluppo e produzione di lanciatori spaziali (il lanciatore Vega e la sua evoluzione Vega C);
- sistemi propulsivi a propellente solido e liquido per lanciatori spaziali (programmi spaziali Ariane 5 e Ariane 6);
- sistemi propulsivi a propellente solido per missili tattici (Aster 30, Aspide, Marte e Camm-ER)[21];
- sistemi propulsivi a propellente liquido per satelliti;
- ricerca e sviluppo.

### Fonti
1. 1 2 3   Relazione finanziaria annuale 2018 (PDF), su avio-data.teleborsa.it, 28 marzo 2019. URL consultato il 22 novembre 2019.
2. ↑   Società quotate, su consob.it. URL consultato l'11 settembre 2020.
3. ↑   Amilcare Mantegazza, Il settore aeronautico del NordOvest dal 1850 (PDF), in Storia e cultura dell'industria, 2009. URL consultato il 6 giugno 2019.
4. ↑  Stefano Musso, La Storia futura. AVIO, 2008.
5. ↑  Giuseppe Gabrielli, Una vita per l'aviazione. Bompiani, 1982.
6. 1 2  Cessione FiatAvio ad Avio.
7. ↑   Luca Fraioli, Space Economy in orbita con i privati e sul razzo c'è posto per Avio e Selex, in La Repubblica, 4 aprile 2016,  p. 8.
8. ↑   Scissione tra Avio Spa e Avio Aero, su ansa.it.
9. ↑   Lancio satellite Vega C, su rainews.it, 09/10/2023.
10. ↑   Comunicato stampa Avio, su avio.com.
11. ↑   Comunicato stampa Avio, su avio.com.
12. ↑   Presentazione Risultati Avio FY 2020 (PDF), su avio-data.teleborsa.it.
13. ↑  (EN) Ariane 6, su esa.int. URL consultato il 17 giugno 2021.
14. ↑   Sito Ufficiale MBDA, su mbda-systems.com.
15. ↑   Propulsione | Avio, su Avio.com. URL consultato il 17 giugno 2021.
16. ↑   ESA: 1,5 miliardi di euro per l'industria italiana, su ASI, 3 luglio 2020. URL consultato il 17 giugno 2021.
17. ↑   Fusione di Avio con Space 2, su ansa.it, 1º aprile 2017.
18. ↑   Quotazione di Avio in Borsa, su ansa.it, 10 aprile 2017.
19. ↑   PARTE IL PROGETTO SPTF-AVIO (PDF), su dassardegna.eu, 29 gennaio 2020. URL consultato il 14 luglio 2023 (archiviato dall'url originale il 28 gennaio 2023).
20. ↑  http://avio-data.teleborsa.it/2021%2fRelazione-Finanziaria-Annuale-2020v_DEF_20210331_112926.pdf
21. ↑   Sito Ufficiale di Avio_Tattica, su avio.com. URL consultato il 5 luglio 2017 (archiviato dall'url originale il 31 luglio 2017).